# Seseli
Seseli is een geslacht uit de schermbloemenfamilie (Apiaceae). De soorten komen voor in gematigd Eurazië en verder in Noord-Afrika en Somalië.

## Soorten
- Seseli abolinii (Korovin) Schischk.
- Seseli acaulis (R.H.Shan & M.L.Sheh) V.M.Vinogr.
- Seseli aemulans Popov
- Seseli afghanicum (Podlech) Pimenov
- Seseli alaicum Pimenov
- Seseli albescens (Franch.) Pimenov & Kljuykov
- Seseli alboalatum (Haines) Pimenov & Kljuykov
- Seseli alexeenkoi Lipsky
- Seseli andronakii Woronow ex Schischk.
- Seseli annuum L.
- Seseli arenarium M.Bieb.
- Seseli aroanicum Hartvig
- Seseli asperulum (Trautv.) Schischk.
- Seseli atlanticum Boiss.
- Seseli austriacum (Beck) Wohlf.
- Seseli besserianum Stoyanov & Ostr.
- Seseli betpakdalense Bajtenov
- Seseli bocconei Guss.
- Seseli buchtormense (Fisch. ex Hornem.) W.D.J.Koch
- Seseli bulgaricum P.W.Ball
- Seseli calycinum (Korovin) Pimenov & Sdobnina
- Seseli campestre Besser
- Seseli cantabricum Lange
- Seseli condensatum (L.) Rchb.f.
- Seseli coreanum H.Wolff
- Seseli coronatum Ledeb.
- Seseli corymbosum Boiss. & Heldr.
- Seseli crithmifolium (Juss. ex DC.) Boiss.
- Seseli cuneifolium M.Bieb.
- Seseli degenii Urum.
- Seseli delavayi Franch.
- Seseli denudatum Boiss.
- Seseli dichotomum Pall. ex M.Bieb.
- Seseli djianeae Gamisans
- Seseli eriocarpum (Schrenk) B.Fedtsch.
- Seseli eriocephalum (Pall. ex Spreng.) Schischk.
- Seseli eryngioides (Korovin) Pimenov & V.N.Tikhom.
- Seseli farrenyi Molero & J.Pujadas
- Seseli fasciculatum (Korovin) Korovin ex Schischk.
- Seseli foliosum (Sommier & Levier) Manden.
- Seseli galioides Lazkov
- Seseli galloprovinciale Reduron
- Seseli giganteum Lipsky
- Seseli glabratum Willd. ex Schult.
- Seseli globiferum Vis.
- Seseli gouanii W.D.J.Koch
- Seseli gracile Waldst. & Kit.
- Seseli grandivittatum (Sommier & Levier) Schischk.
- Seseli grubovii V.M.Vinogr. & Sanchir
- Seseli gummiferum Pall. ex Sm.
- Seseli halkensis C.Catt., Kit Tan & Biel
- Seseli hartvigii Parolly & Nordt
- Seseli heterophyllum Janka
- Seseli hippomarathrum Jacq.
- Seseli iliense (Regel & Schmalh.) Lipsky
- Seseli incanum (Stephan ex Willd.) B.Fedtsch.
- Seseli incisodentatum K.T.Fu
- Seseli intramongolicum Ma
- Seseli intricatum Boiss.
- Seseli jinanense (L.C.Xu & M.D.Xu) Pimenov
- Seseli jomuticum Schischk.
- Seseli junatovii V.M.Vinogr.
- Seseli karateginum Lipsky
- Seseli kaschgaricum Pimenov & Kljuykov
- Seseli kiabii (Akhani) Akhani
- Seseli korovinii Schischk.
- Seseli korshinskyi (Schischk.) Pimenov
- Seseli krylovii (V.N.Tikhom.) Pimenov & Sdobnina
- Seseli kurdistanicum Lyskov & Fırat
- Seseli lancifolium (K.T.Fu) Pimenov
- Seseli lanzhouense (K.T.Fu ex R.H.Shan & M.L.Sheh) V.M.Vinogr.
- Seseli laticalycinum (R.H.Shan & M.L.Sheh) Pimenov
- Seseli lehmannianum Boiss.
- Seseli lehmannii Degen
- Seseli leptocladum Woronow
- Seseli leucospermum Waldst. & Kit.
- Seseli longifolium L.
- Seseli luteolum Pimenov
- Seseli mairei H.Wolff
- Seseli malyi A.Kern.
- Seseli marashica E.Doğan & H.Duman
- Seseli marginatum (Korovin) Pimenov & Sdobnina
- Seseli merkuloviczii (Korovin) Pimenov & Sdobnina
- Seseli mironovii (Korovin) Pimenov & Sdobnina
- Seseli montanum L. - Bergseselie
- Seseli nemorosum (Korovin) Pimenov
- Seseli nevskii (Korovin) Pimenov & Sdobnina
- Seseli nortonii Fedde ex H.Wolff
- Seseli nudum (Lindl.) Pimenov & Kljuykov
- Seseli osseum Crantz
- Seseli pallasii Besser
- Seseli paphlagonicum Pimenov & Kljuykov
- Seseli parnassicum Boiss. & Heldr.
- Seseli peixotoanum Samp.
- Seseli pelliotii (H.Boissieu) Pimenov & Kljuykov
- Seseli petraeum M.Bieb.
- Seseli petrosciadium Pimenov & Kljuykov
- Seseli peucedanoides (M.Bieb.) Koso-Pol.
- Seseli phrygium Pimenov & Kljuykov
- Seseli polyphyllum Ten.
- Seseli ponticum Lipsky
- Seseli praecox (Gamisans) Gamisans
- Seseli purpureovaginatum R.H.Shan & M.L.Sheh
- Seseli resinosum Freyn & Sint.
- Seseli rhodopeum Velen.
- Seseli rigidum Waldst. & Kit.
- Seseli rimosum Pimenov
- Seseli roylei (Lindl.) Pimenov & Kljuykov
- Seseli rupicola Woronow
- Seseli salsugineum A.Duran & Lyskov
- Seseli sandbergiae Fedde ex H.Wolff
- Seseli sclerophyllum Korovin
- Seseli scopulorum C.C.Towns.
- Seseli seravschanicum Pimenov & Sdobnina
- Seseli serpentina B.L.Burtt ex H.Duman & E.Doğan
- Seseli seseloides (Fisch. & C.A.Mey. ex Ledeb.) M.Hiroe
- Seseli sessiliflorum Schrenk
- Seseli setifera (Korovin ex Pavlov) M.Hiroe
- Seseli sibthorpii Gren. & Godr.
- Seseli squarrulosum R.H.Shan & M.L.Sheh
- Seseli staintonii (Riedl & Kuber) Pimenov & Kljuykov
- Seseli staurophyllum Rech.f.
- Seseli stewartii (M.Hiroe) Pimenov & Kljuykov
- Seseli strictum Ledeb.
- Seseli talassicum (Korovin) Pimenov & Sdobnina
- Seseli tenellum Pimenov
- Seseli tenuisectum Regel & Schmalh.
- Seseli thomsonii (C.B.Clarke) Pimenov & Kljuykov
- Seseli togasii (M.Hiroe) Pimenov & Kljuykov
- Seseli tommasinii Rchb.f.
- Seseli tortuosum L.
- Seseli tragioides Pimenov
- Seseli transcaucasicum (Schischk.) Pimenov & Sdobnina
- Seseli turbinatum Korovin
- Seseli ugoense Koidz.
- Seseli unicaule (Korovin) Pimenov
- Seseli valentinae Popov
- Seseli vandasii Hayek
- Seseli veitchii (H.Boissieu) Pimenov
- Seseli wannienchun (K.T.Fu) Pimenov
- Seseli yunnanense Franch.

## Hybriden
- Seseli × inaequale N.Terracc.

... · 
Aciphylla · 
Actinotus · 
Aegopodium · 
Aethusa · 
Ammi (Akkerscherm) · 
Anethum · 
Angelica (Engelwortel) · 
Anisotome · 
Anthriscus (Kervel) · 
Apium (Moerasscherm) · 
Artedia · 
Astrantia (Sterrenscherm) · 
Athamanta · 
Azorella · 
Berula · 
Bifora · 
Bunium · 
Bupleurum (Goudscherm) · 
Carum (Karwij) · 
Caucalis · 
Chaerophyllum (Ribzaad) · 
Cicuta · 
Conium · 
Conopodium · 
Coriandrum · 
Crithmum · 
Cuminum · 
Daucus · 
Eryngium (Kruisdistel) · 
Falcaria · 
Ferula · 
Foeniculum · 
Heracleum (Berenklauw) · 
Levisticum · 
Myrrhis · 
Oenanthe (Torkruid) · 
Orlaya · 
Pastinaca (Pastinaak) · 
Petroselinum (Peterselie) · 
Peucedanum (Varkenskervel) · 
Pimpinella (Bevernel) · 
Pycnocycla ·
Sanicula · 
Scandix · 
Selinum · 
Silaum · 
Sium · 
Smyrnium (Zwarte kervel) · 
Steganotaenia · 
Thapsia · 
Thaspium · 
Thecocarpus · 
Tiedemannia · 
Tilingia · 
Torilis (Doornzaad) · 
Xanthosia · 
...